# ボボ・ステンソン
ボボ・ステンソン（Bobo Stenson、1944年8月4日 - ）は、スウェーデン生まれのジャズ・ピアニスト。

## 略歴
音楽一家に育ち、10代の時から演奏活動を始め、ソニー・ロリンズ、スタン・ゲッツ、ドン・チェリーなどとセッションを重ねる。1970年代に盟友ヤン・ガルバレクと共にカルテットで活動を開始、生み出された作品は歴史的名盤として高い人気を誇る。1971年にはアリルド・アンデルセンとヨン・クリステンセンを迎え、自己のトリオを結成。その後、トーマス・スタンコ、チャールズ・ロイドなどのグループに参加し、ジョージ・ラッセルとの作品も発表している。
現在、アンデルス・ヨルミンとヨン・フェルトと活動を続けている自己のトリオは、ビル・エヴァンス・トリオ以降、ピアノ・トリオの新しい音楽的可能性を提示し、音楽を前進させた、現代最高のアンサンブルとして尊敬を集めている。キース・ジャレットと双璧をなす、北欧の巨匠。2015年9月、日本で初のソロ・ピアノ・コンサートを開催した。

## ディスコグラフィ

### リーダー・アルバム
- 『アンダーウェアー』 - Underwear (1971年、ECM)
- The Sounds Around the House (1983年、Caprice)
- 『ヴェリー・アーリー』 - Very Early (1986年、Dragon) ※ボボ・ステンソン・トリオ名義
- 『リフレクションズ』 - Reflections (1993年、ECM)
- 『ワー・オーファンズ』 - War Orphans (1997年、ECM) ※ボボ・ステンソン・トリオ名義
- 『セレニティー』 - Serenity (1999年、ECM) ※ボボ・ステンソン・トリオ名義
- 『ボボ・ステンソン / レッナルト・オーベリ』 - Bobo Stenson / Lennart Åberg (2003年、Amigo) ※with レッナルト・オーベリ
- 『グッドバイ』 - Goodbye (2005年、ECM) ※ボボ・ステンソン・トリオ名義
- 『カンタンド』 - Cantando (2007年、ECM) ※ボボ・ステンソン・トリオ名義
- Indicum (2012年、ECM)
- Contra la Indecisión (2018年、ECM)

### 参加アルバム
ドン・チェリー
- 『ドナ・ノストラ』 - Dona Nostra (1993年、ECM)

ヤン・ガルバレク
- 『サルト』 - Sart (1971年、ECM)
- 『ウィッチ・タイ・ト』 - Witchi-Tai-To (1973年、ECM)
- Dansere (1975年、ECM)

チャールズ・ロイド
- 『フィッシュ・アウト・オブ・ウォーター』 - Fish Out of Water (1989年、ECM)
- 『ノーツ・フロム・ビッグ・サー』 - Notes from Big Sur (1991年、ECM)
- 『ザ・コール』 - The Call (1993年、ECM)
- 『オール・マイ・リレイションズ』 - All My Relations (1994年、ECM)
- 『キャントゥ』 - Canto (1996年、ECM)

レッド・ミッチェル
- One Long String (1969年、Mercury)

レナ・ラマ
- Jazz I Sverige (1973年、Caprice)
- Landscapes (1977年、JAPO)
- Inside – Outside (1979年、Caprice)
- Live (1983年、Organic)
- New Album (1986年、Dragon)
- Rena Rama with Marilyn Mazur (1989年、Dragon)
- The Lost Tapes (1998年、Amigo) ※with ケニー・ホイーラー、ビリー・ハート

ジョージ・ラッセル
- Listen to the Silence (1971年、Soul Note)

テリエ・リピダル
- Terje Rypdal (1971年、ECM)

トーマス・スタンコ
- Bossanova and Other Ballads (1993年、Gowi)
- 『マトゥカ・ジョアンナ』 - Matka Joanna (1994年、ECM)
- Leosia (1996年、ECM)
- 『リタニア〜ミュージック・オブ・クリストフ・コメダ』 - Litania: Music of Krzysztof Komeda (1997年、ECM)

トーマス・ストレーネン
- Rica (2004年、Challenge)
- Parish (2005年、ECM)